# Liberty Lake
Liberty Lake – miasto w Stanach Zjednoczonych, w stanie Waszyngton, w hrabstwie Spokane.